# Scopa
Scopa是一种意大利纸牌游戏。它与Briscola和Tresette并称为意大利三大纸牌游戏，同时也在阿根廷和巴西等国流行。
Scopa的名字来源于意大利语，意为“扫帚”。

## 用牌
Scopa使用意大利纸牌。花色有硬币（義大利語：Denari）、酒杯（義大利語：Coppe）、警棍（義大利語：Bastoni）和宝剑（義大利語：Spade）共4种；点数有A（相当于1）、2、3、4、5、6、7、无赖（義大利語：Fante，相当于8）、骑士（義大利語：Cavallo，相当于9）和国王（義大利語：Re，相当于10）共10种，每种花色每种点数的牌各有1张，共40张。

## 人数
2人、3人、4人或6人均可。

## 玩法

### 发牌
所有玩家围坐一圈（如有组队，则队友须间隔坐开），选取一名玩家为庄家。每名玩家发三张手牌（仅自己可见），同时桌上发四张场牌，然后从庄家右手边的玩家开始，逆时针轮流出牌。如场牌中出现三张或四张国王，则重新洗牌发牌。

### 出牌、得牌、再发牌
当一名玩家出牌后，如场牌中有任意张牌点数之和与这张出牌相同，则这些场牌与这张出牌都成为这名玩家的得牌；反之这张出牌也成为场牌。如有多种得牌方案，须选择得牌数最少的方案。当所有玩家都没有手牌之后，每名玩家再发三张手牌，如此往复直至整副牌被发完。

### Scopa
当一名玩家出牌、得牌后，如场牌被清空，且这次出牌不是全局的最后一次，则称为一次“Scopa”。

## 点数计算
在所有牌被出完后（而非对局途中）进行。
- 每达成一次Scopa，得1点。
- 得牌数最多的玩家（或队伍），得1点（如出现并列则均不能通过此项得点，下同）。
- 得牌中硬币花色牌数最多的玩家（或队伍），得1点。
- 得牌中有硬币7的玩家（或队伍），得1点。
- 得牌分数之和最高的玩家（或队伍），得1点。其中，7计21分，6计18分，A计16分，5计15分，4计14分，3计13分，2计12分，人头牌（无赖、骑士和国王）计10分。当某玩家（或队伍）的点数为全场唯一最高，且大于等于11时，该玩家（或队伍）获胜。